# Hướng Dương, Hạc Cương
Hướng Dương (tiếng Trung:向阳区, Hán Việt: Hướng Dương khu) là một quận của địa cấp thị Hạc Cương, tỉnh Hắc Long Giang, Cộng hòa Nhân dân Trung Hoa. Quận này có diện tích 8 km2, dân số 100.000 người, mã số bưu chính 154100. Về mặt hành chính, quận Hướng Dương được chia thành các đơn vị gồm 5 nhai đạo (Bắc Sơn, Hồng Quân, Quang Minh, Thắng Lợi, Nam Dực). Quận Hướng Dương nằm ở phía bắc trung bộ của địa cấp thị Hạc Cương.